# Bad Taste
Bad Taste (De prost gust) este un film de groază britanic din 1987 regizat de Peter Jackson cu actorii Terry Potter și Pete O'Herne.

## Distibuție
- Terry Potter - Ozzy
- Pete O'Herne - Barry
- Peter Jackson - Derek
- Mike Minett - Frank
- Craig Smtih - Giles
- Costa Botes - 3rd Class Alien
- Doug Wren - Lord Crumb